# سورگوینسویل (تنسی)
سورگوینسویل(به انگلیسی: Surgoinsville) شهری در ایالت تنسی کشور ایالات متحده آمریکا است که جمعیت آن در سرشماری سال ۲۰۱۰ میلادی، ۱٬۸۰۱ نفر بوده‌است.